# John Steenhuisen
John Steenhuisen, né le 25 mars 1976 à Durban (Natal), est un homme politique sud-africain. 

## Biographie
Il est chef de l'opposition parlementaire de 2019 à 2024 et chef de l'Alliance démocratique (DA) depuis 2020,,,.
Le 3 juillet 2024, il est nommé ministre de l'Agriculture dans le gouvernement du président Cyril Ramaphosa.